# 圣保罗教堂 (法兰克福)
50°06′40″N 8°40′51″E / 50.11111°N 8.68083°E

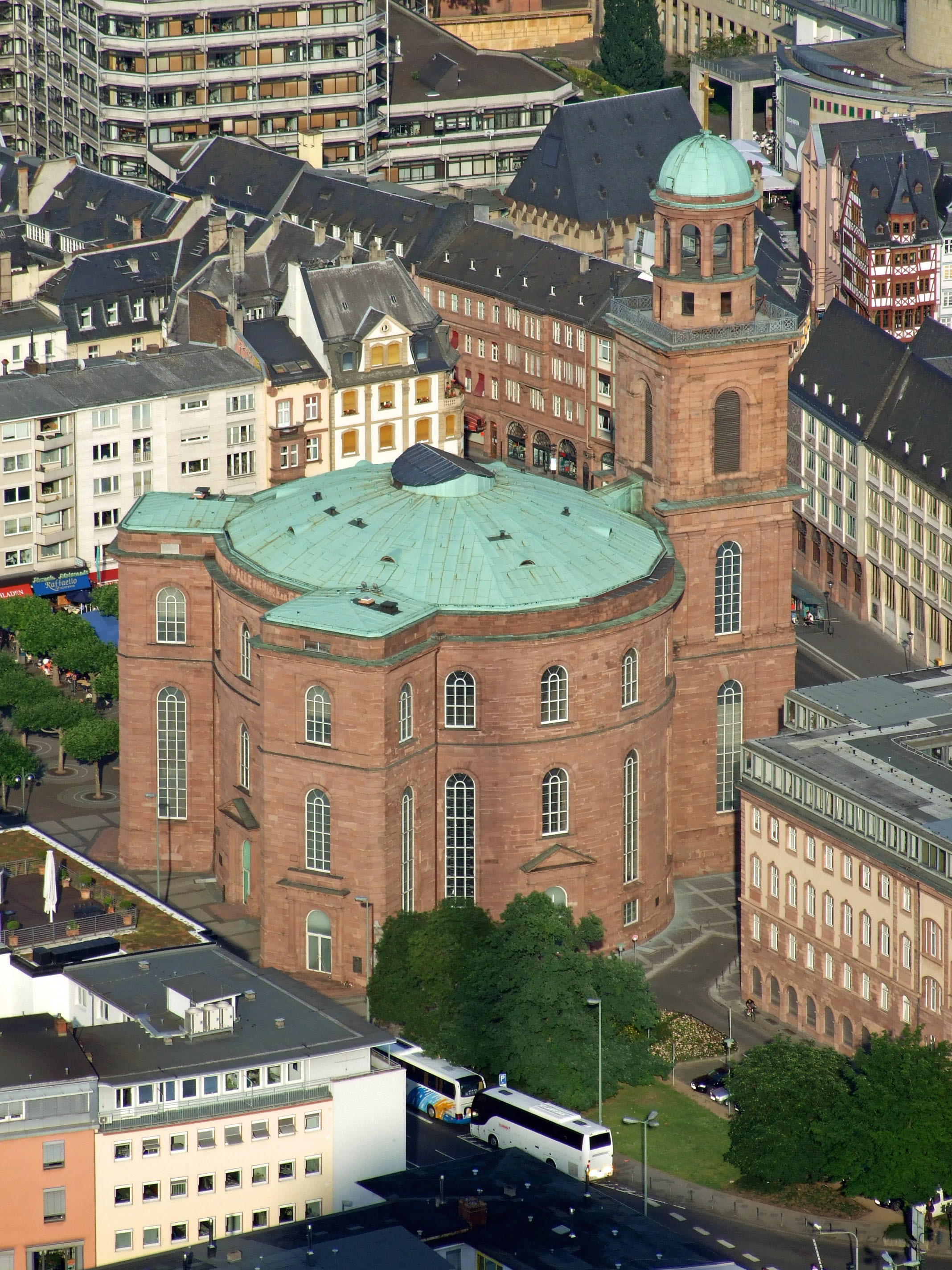
法兰克福圣保罗教堂

圣保罗教堂（德語：Paulskirche）是德国法兰克福的一座教堂，是德国重要的政治象征符号。它是一座椭圆形的新教教堂，建于1789年，完成于1833年。由于它的集中式造型，在1848-1849 年用作法兰克福国民议会的所在地。1848年5月18日，国民议会首次在此举行，因此称为“圣保罗教堂议会”。到1849年，制定了保罗教堂宪法。由于普鲁士和奥地利的反对，1849年5月30日，设在圣保罗教堂的国民议会解散。1852年，圣保罗教堂重新恢复宗教用途。
在二战中，圣保罗教堂和大半个法兰克福内城几近毁灭。由于它是自由的象征和德国的摇篮，战后得到重建，在法兰克福国民议会100周年时重新开放。由于经费限制，内部结构改变甚多。而且不再作为教堂使用，而是作为举办各种展览和活动的场地，例如法兰克福书展期间著名的德国书籍交易会和平奖颁奖典礼。
1963年，美国总统约翰·肯尼迪在访问德国期间，在圣保罗教堂发表演说。